# Marine Environmental Research
Marine Environmental Research, abgekürzt Mar. Environ. Res., ist eine wissenschaftliche Fachzeitschrift, die vom Elsevier-Verlag veröffentlicht wird. Derzeit erscheint die Zeitschrift mit zehn Ausgaben im Jahr. Es werden Arbeiten veröffentlicht, die sich mit chemischen, physikalischen und biologischen Interaktionen im Ozean und den Küstengewässern beschäftigen.
Der Impact Factor der Zeitschrift lag im Jahr 2018 bei 3,345.